# Марк Емілій Лепід (консул 232 до н. е.)
Марк Емілій Лепід (лат. Marcus Aemilius Lepidus; помер у 216 році до н. е.) — римський полководець і політичний діяч з патриціанського роду Еміліїв, консул 232 до н. е., консул-суффект в період між 221 і 219 роками до н. е. Воював під час першого консулату на Сардинії та на Корсиці.

## Життєпис

### Походження
Марк Емілій належав до знатного патриціанського роду Еміліїв, який античні автори відносили до найстаріших сімейств Риму. Одна з вісімнадцяти найстаріших триб отримала свою назву на честь цього роду. Його генеалогію зводили до Піфагора, або до царя Нуми Помпілія, а одна з версій традиції, що приводиться Плутархом, називає Емілією дочку Енея і Лавінії, що народила від Марса Ромула — легендарного засновника Риму. Представників цього роду відрізняли, якщо вірити Плутарху, «високі моральні якості, в яких вони невпинно вдосконалювалися».
Перший носій когномена Лепід (лат. Lepidus — «красивий») досяг консульства у 285 році до н. е. Згідно з Капітолійськими фастами, батько і дід Марка Емілія носили той же преномен — Марк; імовірно Марк-батько — це перший Лепід.

### Кар'єра
Перші згадки про Марка Емілія в збережених джерелах відносяться до 232 році до н. е., коли він обіймав посаду консула спільно з плебеєм Марком Публіцієм Маллеолом. Колеги зробили похід на Сардинію, населення якої, нещодавно підкорене, повстало проти Риму. Лепід і Маллеол здобули перемогу і захопили багато здобичі, але потім на Корсиці в ході менш вдалих бойових дій втратили все награбоване. До того ж року Полібій відносить колонізацію Галльського поля в Піцені, зроблену з ініціативи народного трибуна Гая Фламінія.
Пізніше Марк Емілій обіймав посаду консула-суффекта. Точна дата невідома; це могли бути 221, 220 або 219 роки до н. е., на які припадає лакуна в Капітолійських фастах. Роберт Броутон, автор класичного довідника про римських магістратів, імовірно називає 221 рік. Лепід помер наприкінці 216 року до н. е., причому відомо, що на момент смерті він був членом жрецької колегії авгурів. Його сини влаштували похоронні ігри на честь померлого, під час яких вивели на римський форум двадцять дві пари гладіаторів.

## Нащадки
У Марка Емілія було троє синів: Марк Емілій, Луцій Емілій і Квінт Емілій. Перший з них два або три рази обіймав посаду претора і невдало претендував на консулат 216 року до н. е., а двоє інших згадуються лише у зв'язку з похоронними іграми. Сином Марка-молодшого був дворазовий консул (в 187 і 175 роках до н. е.) і принцепс сенату того ж імені.